# Enarmoniodes
Enarmoniodes är ett släkte av fjärilar. Enarmoniodes ingår i familjen vecklare.
Kladogram enligt Catalogue of Life:
| Enarmoniodes | \| \| Enarmoniodes furcula \| \| \| \| \| \| Enarmoniodes luteispecula \| \| \| \| \| \| Enarmoniodes mirabilis \| \| \| \| \| \| Enarmoniodes praetextana \| \| \| \| |
|              | \| \| Enarmoniodes furcula \| \| \| \| \| \| Enarmoniodes luteispecula \| \| \| \| \| \| Enarmoniodes mirabilis \| \| \| \| \| \| Enarmoniodes praetextana \| \| \| \| |
|              | Enarmoniodes furcula |
|              | |
|              | Enarmoniodes luteispecula |
|              | |
|              | Enarmoniodes mirabilis |
|              | |
|              | Enarmoniodes praetextana |
|              | |